# Red Ball Express

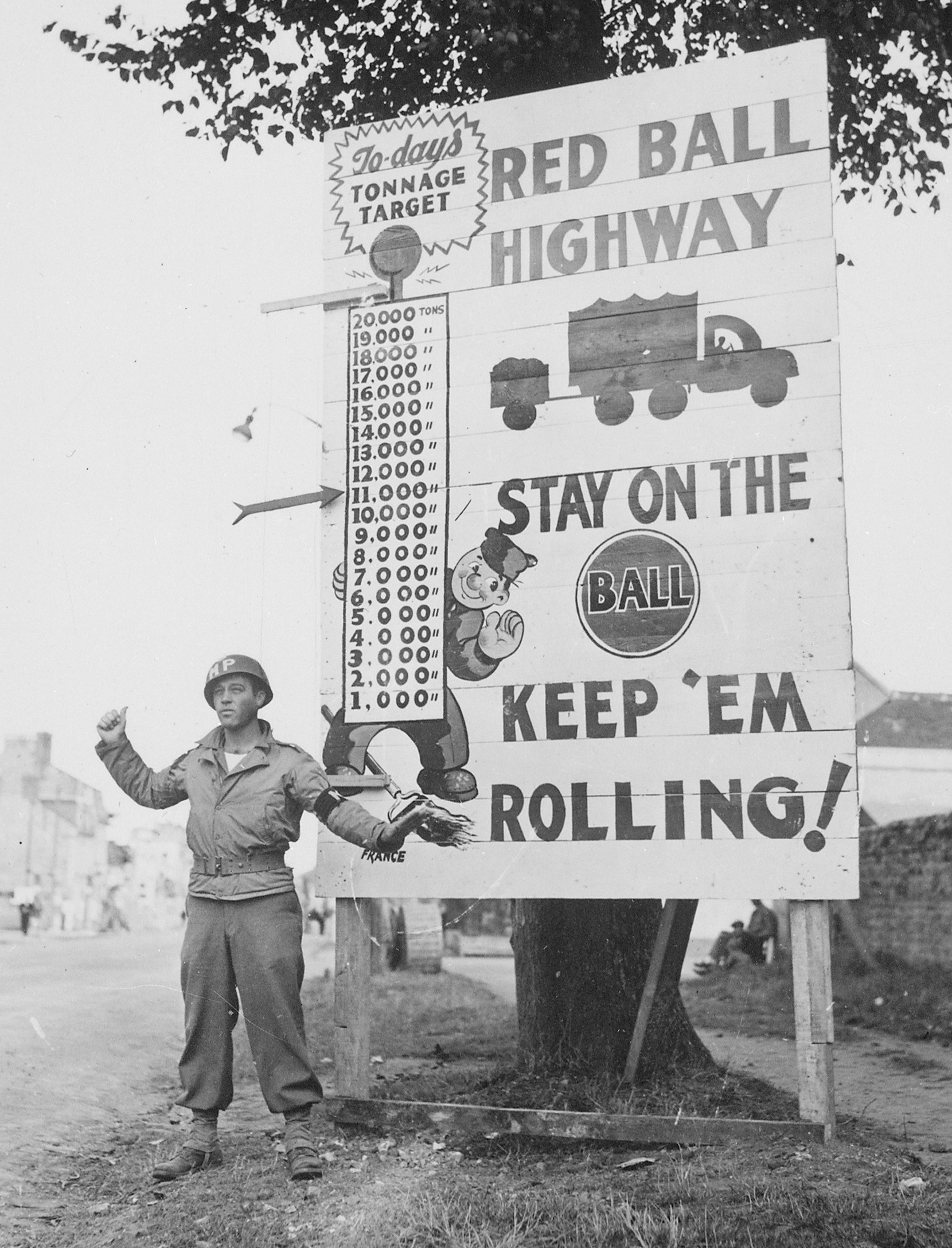
Знак на одном из маршрутов.

Red Ball Express — масштабная операция Второй мировой войны по снабжению передовых частей союзников, действовавших во Франции. Начата 25 августа 1944 года, завершена 16 ноября 1944 года в связи с включением в систему поставок бельгийского порта Антверпен, позволившего значительно сократить пути подвоза. Снабжение осуществлялось автомобильным транспортом. 75 % водителей грузовиков были неграми.

## Обзор операции
Незадолго перед высадкой союзников в Нормандии французская железнодорожная сеть была подвергнута атакам союзной авиации, что вызвало паралич французской транспортной системы. Бомбардировки значительно осложнили немцам подвоз резервов и снабжение частей, однако с этими же проблемами пришлось столкнуться и союзникам, когда их передовые части продвинулись вглубь Франции. На передовой действовали 28 дивизий, каждой из которых ежедневно требовались 750 тонн припасов, в сумме — примерно 20 000 тонн в день. 
Единственным надёжным способом снабжения оказались автомобильные транспортные конвои. Чтобы ускорить доставку на фронт, грузовые машины, украшенные красными шарами, следовали по маршруту с аналогичной маркировкой, закрытому для гражданского транспорта. Разработанная американцами система действовала вдоль двух маршрутов. Северный маршрут, начинавшийся в Шербуре и заканчивавшийся у передовых баз снабжения в районе Шартра, использовался для доставки грузов, южным маршрутом автомобили возвращались назад. Грузовики с маркировкой "Red Ball" также имели приоритет на дорогах общего пользования.
Правилами не разрешалась отправка конвоя, состоявшего менее чем из 5 машин в охранении двух джипов (один — в авангарде, другой — в арьергарде). Однако на практике часто случалось так, что грузовые автомобили выходили на трассу сразу же после погрузки в Шербуре.
В пик нагрузки на дорогах действовали 5 958 автомобилей, перевозивших 12 500 тонн грузов в день.